# Moses Alpalas
Moses Alpalas (även stavat Moses Alfalas, hebreiska: משה אלפלס) var en rabbin och maggid (predikant) som bodde i Thessaloniki omkring mitten av 1500-talet.
Namnet Alpalas är förmodligen detsamma som det arabiska namnet "al-Fallas" (”pengahandlaren”).

## Skrifter
Av hans många homiletiska och teologiska skrifter har följande tryckts: Wayaqhel Mosheh (”Och Mose samlade”), en samling predikningar (Venedig, 1597), samt Hoyl Mosheh (”Mose var nöjd”), apologetiska essäer om judendom och den mosaiska lagens överlägsenhet (Venedig, 1597).